# Eugenia pleurocarpa
Eugenia pleurocarpa är en myrtenväxtart som beskrevs av Paul Carpenter Standley. Eugenia pleurocarpa ingår i släktet Eugenia och familjen myrtenväxter. Inga underarter finns listade i Catalogue of Life.